# Jakob II Bernoulli

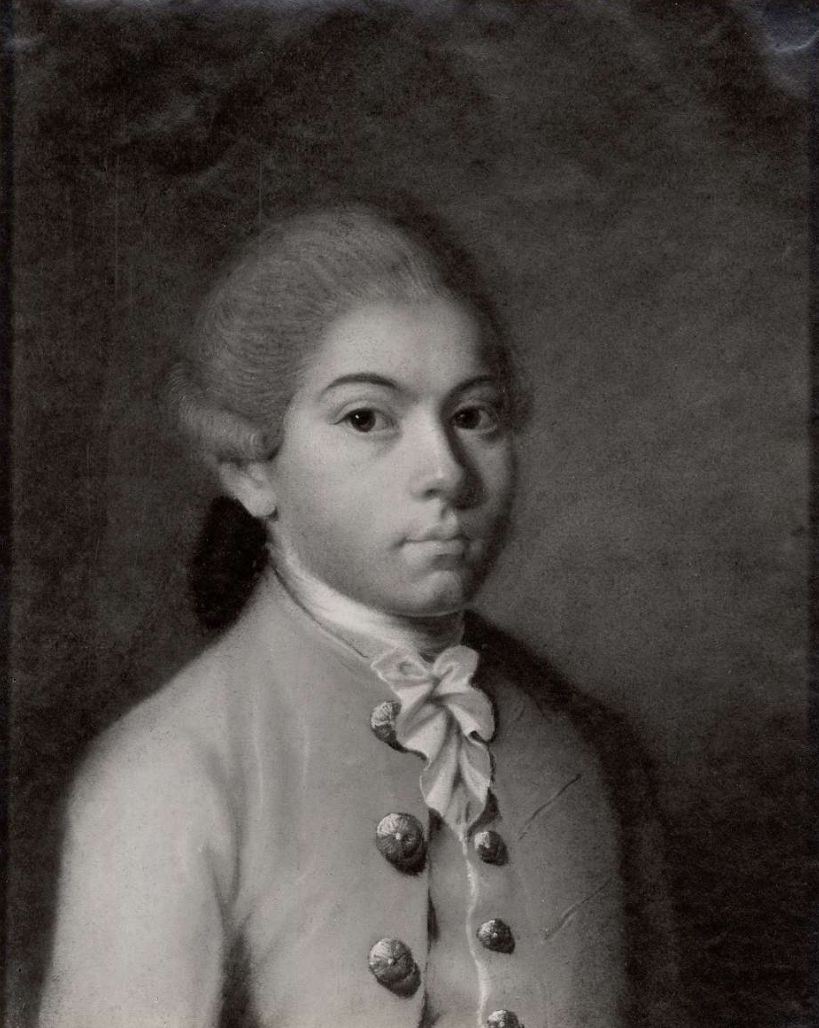
Jakob Bernoulli-Euler

Jakob Bernoulli, genannt Jakob II Bernoulli, auch Jacob II Bernoulli (* 17. Oktober 1759 in Basel; † 3. Juli 1789 in Sankt Petersburg), war ein Schweizer Mathematiker und Physiker aus der Gelehrtenfamilie Bernoulli.

## Leben
Sein Vater war Johann II Bernoulli und sein Onkel Daniel Bernoulli.
Jakob Bernoulli studierte Rechtswissenschaften in Basel. Nach erfolglosen Bewerbungen auf eine Professur für Physik wurde er Sekretär des kaiserlichen Gesandten in Venedig. 1786 wurde er Adjunkt der Russischen Akademie der Wissenschaften in Sankt Petersburg und 1788 ordentliches Akademiemitglied für Mathematik.
1789 heiratete er Charlotte Euler, eine Tochter des Mathematikers Johann Albrecht Euler und Enkelin des Mathematikers  Leonhard Euler. Nach zwei Monaten Ehe, im Alter von 29 Jahren, ertrank Bernoulli in der Newa.
Als seine bedeutendste Leistung gelten seine Arbeiten zur Theorie der schwingenden Platten.